# Aelurillus balearus
Aelurillus balearus es una especie de araña araneomorfa del género Aelurillus, tribu Aelurillini, familia Salticidae. La especie fue descrita científicamente por Azarkina en 2006.
La longitud del prosoma del macho mide 2,5 milímetros y el de la hembra 3 milímetros. La especie se distribuye por Europa: España, en Canarias e Islas Baleares.